# Yalı, Maltepe
Yalı là một xã thuộc huyện Maltepe, tỉnh Istanbul, Thổ Nhĩ Kỳ.